# Jeong Yong-seok
Jeong Yong-seok (kor.정용석; ur. 1992) – południowokoreański zapaśnik walczący w stylu wolnym. Zajął jedenaste miejsce na mistrzostwach świata w 2022. Brązowy medalista mistrzostw Azji w 2021 roku.